# Волково (Галичский район)
Волково — деревня в составе Дмитриевского сельского поселения Галичского района Костромской области России.

## География
Деревня расположена у реки Челсма.

## История
Согласно Спискам населенных мест Российской империи в 1872 году деревня относилась к 1 стану Галичского уезда Костромской губернии. В ней числилось 10 дворов, проживало 35 мужчин и 46 женщин.
Согласно переписи населения 1897 года в деревне проживало 74 человека (26 мужчин и 48 женщин).
Согласно Списку населенных мест Костромской губернии в 1907 году деревня относилась к Фоминской казённой волости Галичского уезда Костромской губернии. По сведениям волостного правления за 1907 год в деревне числилось 18 крестьянских дворов и 114 жителей. Основными занятиями жителей деревни была работа малярами и плотниками.
До 2010 года деревня относилась к Челменскому сельскому поселению.

## Население
| 2008 | 2010 | 2012 | 2014 |
| ---- | ---- | ---- | ---- |
| 0    | ↗5   | ↘0   | →0   |